# アンブロークン: パス・トゥ・リデンプション
『アンブロークン: パス・トゥ・リデンプション』（原題:Unbroken: Path to Redemption）は2018年に公開されたアメリカ合衆国の伝記映画である。監督はハロルド・クランク、主演はサミュエル・ハントが務めた。本作は2014年に公開された映画『不屈の男 アンブロークン』の続編だが、主要キャスト及びスタッフのほとんどが入れ替わっている。
本作は日本国内で劇場公開されなかったが、Amazonで配信されている。

## 概略
ルイス・ザンペリーニは過酷な捕虜収容所から生還を果たしたが、帰国後もトラウマに苦しみ続けていた。ルイスは自分を虐待した人間に復讐しようとしていたが、復讐心に燃えれば燃えるほど、絶望は深まっていくばかりであった。やがて、ルイスはシンシアと恋に落ちたが、2人の関係はどうにも上手く行かなかった。
そんな2人を救ったのがビリー・グラハムであった。ルイスはビリーの説教を通してキリストへの信仰を深め、ついには自分を虐待した人間を赦す境地に達した。それと同時に、シンシアとの結婚生活も安定するようになった。

## キャスト
- サミュエル・ハント - ルイス・ザンペリーニ
- メリット・パターソン - シンシア・アップルホワイト＝ザンペリーニ
- ヴィンチェンツォ・アマート - アンソニー・ザンペリーニ
- ヴァネッサ・ベル・キャロウェイ - リラ・バークホルダー
- ボビー・ガンポ - ピート・ザンペリーニ
- ボブ・ガントン - ジーグラー
- マッダレーナ・イシャール - ルイーズ・ザンペリーニ
- デヴィッド・サクライ - 渡邊睦裕
- ゲイリー・コール - ジョージ・ベイリー
- ウィル・グレアム - ビリー・グラハム
- デヴィッド・デルイズ - ハワード・ランバート
- ジャンナ・シモーネ - シルヴィア・ザンペリーニ
- エイプリル・ボウルビー - セシー・フィリップス

## 製作
2017年9月5日、『アンブロークン 不屈の男』の続編が製作されているとの報道があった。7日、デヴィッド・サクライが起用されたと報じられた。
2018年9月14日、バック・ロット・ミュージックが本作のサウンドトラックを発売した。

## 公開・マーケティング
2018年6月28日、本作のオフィシャル・トレイラーが公開された。
当初、本作は2018年10月5日に全米公開される予定だったが、後に公開日は同年9月14日に前倒しされた。

## 興行収入
本作は『シンプル・フェイバー』、『ザ・プレデター』、『ホワイト・ボーイ・リック』と同じ週に封切られ、500万ドル前後を稼ぎ出すと予想されていたが、実際の数字はそれを大きく下回るものとなった。2018年9月14日、本作は全米1620館で公開され、公開初週末に223万ドルを稼ぎ出し、週末興行収入ランキング初登場10位となった。

## 評価
本作に対する批評家からの評価は伸び悩んでいる。映画批評集積サイトのRotten Tomatoesには26件のレビューがあり、批評家支持率は38%、平均点は10点満点で5.19点となっている。サイト側による批評家の見解の要約は「『アンブロークン: パス・トゥ・リデンプション』は実話の持つ力を過大評価したばかりに、退屈なドラマに仕上がってしまった。しかも、キリスト教の信者向けの説教が頻繁に挟まれている。」となっている。また、Metacriticには7件のレビューがあり、加重平均値は39/100となっている。なお、本作のCinemaScoreはAとなっている。